# Apogon ishigakiensis
Apogon ishigakiensis is een straalvinnige vissensoort uit de familie van kardinaalbaarzen (Apogonidae). De wetenschappelijke naam van de soort is voor het eerst geldig gepubliceerd in 1974 door Ida & Moyer.